# 竹岩サービスエリア
竹岩サービスエリア（チュガムサービスエリア）は忠清北道清原郡の京釜高速道路上にあるサービスエリア。

## 道路
- 京釜高速道路

## 施設

### ソウル方向
- 食堂
- うどん専門店
- 軽食
- ファーストフード（ロッテリア）
- コーヒー専門店
- コンビニエンスストア
- ガソリンスタンド
  - GSカルテックス製油（LPG充填所併設）
- 駐車場

### 釜山方向
- 駐車場
- ガソリンスタンド
  - SKグループ（LPG充填所併設）

## 隣
新灘津IC - 竹岩SA -　清原IC